# الفبای عربی بلاروسی
الفبای عربی بلاروسی (بلاروسی: Беларускі арабскі алфавіт، ت. «Biełaruski arabski ałfavit») یا بلاروسی عربیستا (بَلاروُسقایا ارابیࢯا‎, Беларуская Арабіца, Biełaruskaja Arabica) الفبایی بر پایهٔ الفبای عربی بود که در سدهٔ شانزدهم میلادی توسعه پیدا کرد. این الفبا ۲۸ حرف داشت و چندین واج علاوه بر حروف غربی داشت تا بتواند همهٔ اصوات زبان بلاروسی را نشان دهد.
متونی به زبان لهستانی نیز به این الفبا مربوط به سدهٔ ۱۷ و ۱۸ میلادی وجود دارد.

## حروف اضافی
- سه حرف ژ، چ و پ از الفبای فارسی گرفته شده‌اند ولی علاوه بر آن دو حرف ࢯ و ࢮ نیز وجود دارد.